# قائمة زمر التناظر الكروي
| · تناظر انعكاسي · Cs, (*) · [ ] =            | · تناظر دوري ‏ · Cnv, (*nn) · [n] =           | · تناظر ثنائي الوجه ‏ · Dnh, (*n22) · [n,2] =  |
| زمرة متعدد الوجوه ‏، [n,3]، (*n32)            |                                              |                                               |
| · تناظر رباعي الوجوه ‏ · Td, (*332) · [3,3] = | · تناظر ثماني الوجوه ‏ · Oh, (*432) · [4,3] = | · تناظر عشريني الوجوه ‏ · Ih, (*532) · [5,3] = |

تُعرف زمر التناظر الكروي المنتهية أيضًا باسم زمر التناظر النقطي في ثلاثة أبعاد. هناك خمس فئات تناظرية أساسية تملك مجالات مثلثية أساسية: تناظر ذي وجهين، تناظر دوري، تناظر رباعي الوجوه، تناظر ثماني الوجوه، وتناظر عشريني الوجوه.
تُدرج هذه المقالة الزمر حسب ترميز شونفلايس، وترميز كوكستر، وترميز أوربيفولد، والترتيب. يستخدم جون هورتون كونواي نسخة معدّلة من ترميز شونفلايس، تستند إلى البنية الجبرية المِرباع للزمر، يُرمز لها بحرف أو حرفين كبيرين، وتُرفق برموز سفلية عددية. يُعرّف ترتيب الزمرة كالقيمة السفلية، إلا إذا ضُوعف الترتيب للرموز التي تحتوي على بادئة موجب/سالب "±"، والتي تشير إلى وجود التناظر المركزي.
يُدرج أيضًا ترميز هيرمان–موغان (الترميز الدولي). زمر علم البلورات، وعددها 32، تشكّل مجموعة فرعية تحتوي على عناصر من الرتب 2 و3 و4 و6.

## تناظر انعكاسي
توجد أربع زمر ارتدادية: بدون تناظر (C1)، وتناظر انعكاسي (Cs)، وتناظر دوراني من رتبة 2 (C2)، وتناظر مركزي (Ci).
| دولي ‏ | Geo | أوربيفولد | شونفليز        | كونواي    | كوكستر  | كوكستر | الرتبة | الاختصار | المجال الأساسي |
| ----- | --- | --------- | -------------- | --------- | ------- | ------ | ------ | -------- | -------------- |
| 1     | 1   | 11        | C1             | C1        | ][ [ ]+ |        | 1      | Z1       |                |
| 2     | 2   | 22        | D1 = C2        | D2 = C2   | [2]+    |        | 2      | Z2       |                |
| 1     | 22  | ×         | Ci = S2        | CC2       | [2+,2+] |        | 2      | Z2       |                |
| 2 = m | 1   | *         | Cs = C1v = C1h | ±C1 = CD2 | [ ]     |        | 2      | Z2       |                |

## تناظر دوري
توجد أربع عائلات لا نهائية من التناظر الدوري، حيث n ≥ 2. (وقد تكون n = 1 كحالة خاصة تمثل عدم وجود تناظر)
| دولي ‏ | Geo | أوربيفولد | شونفليز   | كونواي    | كوكستر        | كوكستر | الرتبة | الاختصار | المجال الأساسي |
| ----- | --- | --------- | --------- | --------- | ------------- | ------ | ------ | -------- | -------------- |
| 4     | 42  | 2×        | S4        | CC4       | [2+,4+]       |        | 4      | Z4       |                |
| 2/m   | 2   | 2*        | C2h = D1d | ±C2 = ±D2 | [2,2+] [2+,2] | ·      | 4      | Z4       |                |

| دولي ‏                                      | Geo                  | أوربيفولد               | شونفليز                 | كونواي                      | كوكستر                                     | كوكستر | الرتبة         | الاختصار                              | المجال الأساسي |
| ------------------------------------------ | -------------------- | ----------------------- | ----------------------- | --------------------------- | ------------------------------------------ | ------ | -------------- | ------------------------------------- | -------------- |
| 2 3 4 5 6 n                                | 2 3 4 5 6 n          | 22 33 44 55 66 nn       | C2 C3 C4 C5 C6 Cn       | C2 C3 C4 C5 C6 Cn           | [2]+ [3]+ [4]+ [5]+ [6]+ [n]+              | ·      | 2 3 4 5 6 n    | Z2 Z3 Z4 Z5 Z6 Zn                     |                |
| 2mm 3m 4mm 5m 6mm nm (n فردي) nmm (n زوجي) | 2 3 4 5 6 n          | *22 *33 *44 *55 *66 *nn | C2v C3v C4v C5v C6v Cnv | CD4 CD6 CD8 CD10 CD12 CD2n  | [2] [3] [4] [5] [6] [n]                    | ·      | 4 6 8 10 12 2n | D4 D6 D8 D10 D12 D2n                  |                |
| 3 8 5 12 -                                 | 62 82 10.2 12.2 2n.2 | 3× 4× 5× 6× n×          | S6 S8 S10 S12 S2n       | ±C3 CC8 ±C5 CC12 CC2n / ±Cn | [2+,6+] [2+,8+] [2+,10+] [2+,12+] [2+,2n+] | ·      | 6 8 10 12 2n   | Z6 Z8 Z10 Z12 Z2n                     |                |
| 3/m=6 4/m 5/m=10 6/m n/m                   | 32 42 52 62 n2       | 3* 4* 5* 6* n*          | C3h C4h C5h C6h Cnh     | CC6 ±C4 CC10 ±C6 ±Cn / CC2n | [2,3+] [2,4+] [2,5+] [2,6+] [2,n+]         | ·      | 6 8 10 12 2n   | Z6 Z2×Z4 Z10 Z2×Z6 Z2×Zn ≅Z2n (odd n) |                |

## تناظر ثنائي الوجه
هناك ثلاث عائلات لا نهائية من  تناظر ثنائي الوجه ، حيث n ≥ 2 (وقد تكون n = 1 كحالة خاصة).
| دولي ‏ | Geo | أوربيفولد | شونفليز | كونواي | كوكستر   | الرتبة | الاختصار | المجال الأساسي |
| ----- | --- | --------- | ------- | ------ | -------- | ------ | -------- | -------------- |
| 222   | 2.2 | 222       | D2      | D4     | [2,2]+ · | 4      | D4       |                |
| 42m   | 42  | 2*2       | D2d     | DD8    | [2+,4] · | 8      | D4       |                |
| mmm   | 22  | *222      | D2h     | ±D4    | [2,2] ·  | 8      | Z2×D4    |                |

| دولي ‏                | Geo                 | أوربيفولد                | شونفليز             | كونواي                         | كوكستر                                | كوكستر | الرتبة         | الاختصار                                 | المجال الأساسي |
| -------------------- | ------------------- | ------------------------ | ------------------- | ------------------------------ | ------------------------------------- | ------ | -------------- | ---------------------------------------- | -------------- |
| 32 422 52 622        | 3.2 4.2 5.2 6.2 n.2 | 223 224 225 226 22n      | D3 D4 D5 D6 Dn      | D6 D8 D10 D12 D2n              | [2,3]+ [2,4]+ [2,5]+ [2,6]+ [2,n]+    | ·      | 6 8 10 12 2n   | D6 D8 D10 D12 D2n                        |                |
| 3m 82m 5m 12.2m      | 62 82 10.2 12.2 n2  | 2*3 2*4 2*5 2*6 2*n      | D3d D4d D5d D6d Dnd | ±D6 DD16 ±D10 DD24 DD4n / ±D2n | [2+,6] [2+,8] [2+,10] [2+,12] [2+,2n] | ·      | 12 16 20 24 4n | D12 D16 D20 D24 D4n                      |                |
| 6m2 4/mmm 10m2 6/mmm | 32 42 52 62 n2      | *223 *224 *225 *226 *22n | D3h D4h D5h D6h Dnh | DD12 ±D8 DD20 ±D12 ±D2n / DD4n | [2,3] [2,4] [2,5] [2,6] [2,n]         | ·      | 12 16 20 24 4n | D12 Z2×D8 D20 Z2×D12 Z2×D2n ≅D4n (odd n) |                |

## تناظر متعدد الوجوه
هناك ثلاثة أنواع من تناظر متعدد الوجوه: تناظر رباعي الوجوه، تناظر ثماني الوجوه، وتناظر عشريني الوجوه، وسُميت على اسم متعدد الوجوه المنتظم الذي يتكوّن من وجوه مثلثية ويملك هذه التناظرات.
| دولي ‏ | Geo | أوربيفولد | شونفليز | كونواي | كوكستر   | الرتبة | الاختصار | المجال الأساسي |
| ----- | --- | --------- | ------- | ------ | -------- | ------ | -------- | -------------- |
| 23    | 3.3 | 332       | T       | T      | [3,3]+ · | 12     | A4       |                |
| m3    | 43  | 3*2       | Th      | ±T     | [4,3+] · | 24     | 2×A4     |                |
| 43m   | 33  | *332      | Td      | TO     | [3,3] ·  | 24     | S4       |                |

| دولي ‏ | Geo | أوربيفولد | شونفليز | كونواي | كوكستر   | الرتبة | الاختصار | المجال الأساسي |
| ----- | --- | --------- | ------- | ------ | -------- | ------ | -------- | -------------- |
| 432   | 4.3 | 432       | O       | O      | [4,3]+ · | 24     | S4       |                |
| m3m   | 43  | *432      | Oh      | ±O     | [4,3] ·  | 48     | 2×S4     |                |

| دولي ‏ | Geo | أوربيفولد | شونفليز | كونواي | كوكستر   | الرتبة | الاختصار | المجال الأساسي |
| ----- | --- | --------- | ------- | ------ | -------- | ------ | -------- | -------------- |
| 532   | 5.3 | 532       | I       | I      | [5,3]+ · | 60     | A5       |                |
| 532/m | 53  | *532      | Ih      | ±I     | [5,3] ·  | 120    | 2×A5     |                |

## التناظرات المستمرة
جميع تناظرات النقاط المنفصلة هي زُمر جزئية من تناظرات مستمرة معينة. ويمكن تصنيف هذه التناظرات المستمرة على أنها حواصل ضرب لزمر متعامدة من الشكل O(n) أو SO(n). الزمرة O(1) تمثل انعكاسًا متعامدًا وحيدًا، وهي تعادل زمرة زوجية من الرتبة 2 وتُرمز بـ Dih1. أما الزمرة SO(1) فهي لا تحتوي إلا على العنصر المحايد. ولإكمال البنية التناظرية، يجب تضمين دورات نصفية (C2) ضمن هذه الزمر.
| زُمر المرتبة 3     | أسماء أخرى        | هندسة مثالية                                                                                            | هندسة مثالية                   | أمثلة لزُمر منتهية                          |
| ----------------- | ----------------- | --- | ------------------------------ | ------------------------------------------ |
| O(3)              |                   | التناظر الكامل لكرة                                                                                     |                                | [3,3] = , [4,3] = , [5,3] = · [4,3+] =     |
| SO(3)             | زُمرة الكرة        | التناظر الدوراني                                                                                        | [3,3]+ = , [4,3]+ = , [5,3]+ = |                                            |
| O(2)×O(1) O(2)⋊C2 | Dih∞×Dih1 Dih∞⋊C2 | التناظر الكامل لكرواني، لطارة، لأسطوانة، لثنائي مخروط أو لسطح زائدي تناظر دائري كامل مع دوران نصف دائري |                                | [p,2] = [p]×[ ] = · [2p,2+] = , [2p+,2+] = |
| SO(2)×O(1)        | C∞×Dih1           | تناظر دوراني مع انعكاس                                                                                  | [p+,2] = [p]+×[ ] =            |                                            |
| SO(2)⋊C2          | C∞⋊C2             | تناظر دوراني مع دوران نصف دائري                                                                         | [p,2]+ =                       |                                            |
| O(2)×SO(1)        | Dih∞ تناظر دائري  | التناظر الكامل لنصف كرة، مخروط، سطح مكافئي أو أي سطح دوراني                                             |                                | [p,1] = [p] =                              |
| SO(2)×SO(1)       | C∞ زمرة الدائرة   | تناظر دوراني                                                                                            | [p,1]+ = [p]+ =                |                                            |

## قراءة إضافية
- Peter R. Cromwell, Polyhedra (1997), Appendix I
- Sands، Donald E. (1993). "Crystal Systems and Geometry". Introduction to Crystallography. Mineola, New York: Dover Publications, Inc. ص. 165. ISBN:0-486-67839-3.
- On Quaternions and Octonions, 2003, John Horton Conway and Derek A. Smith (ردمك 978-1-56881-134-5)
- The Symmetries of Things 2008, John H. Conway, Heidi Burgiel, Chaim Goodman-Strauss, (ردمك 978-1-56881-220-5)
- Kaleidoscopes: Selected Writings of H.S.M. Coxeter, edited by F. Arthur Sherk, Peter McMullen, Anthony C. Thompson, Asia Ivic Weiss, Wiley-Interscience Publication, 1995, (ردمك 978-0-471-01003-6)  نسخة محفوظة 11 يوليو 2016 على موقع واي باك مشين.
  - (Paper 22) H.S.M. Coxeter, Regular and Semi Regular Polytopes I, [Math. Zeit. 46 (1940) 380–407, MR 2,10]
  - (Paper 23) H.S.M. Coxeter, Regular and Semi-Regular Polytopes II, [Math. Zeit. 188 (1985) 559–591]
  - (Paper 24) H.S.M. Coxeter, Regular and Semi-Regular Polytopes III, [Math. Zeit. 200 (1988) 3–45]
- N.W. Johnson: Geometries and Transformations, (2018) (ردمك 978-1-107-10340-5) Chapter 11: Finite symmetry groups, Table 11.4 Finite Groups of Isometries in 3-space